# Autostrada A1 (Austria)
Autostrada A1 (în germană Autobahn A1), denumită și Autostrada Vestului, a fost prima autostradă construită în Austria, avându-și originea în planurile sistemului de autostrăzi Reichsautobahn al Germaniei Naziste. Astăzi, ea duce de la marginea Vienei pe la Linz până la Salzburg, unde se continuă cu Bundesautobahn 8 din Germania după punctul de trecere a frontierei de la Walserberg. Autostrada A1 este principala rută de transport a Austriei de la est la vest și face parte din sistemul internațional de drumuri europene E55 și E60.

## Istorie

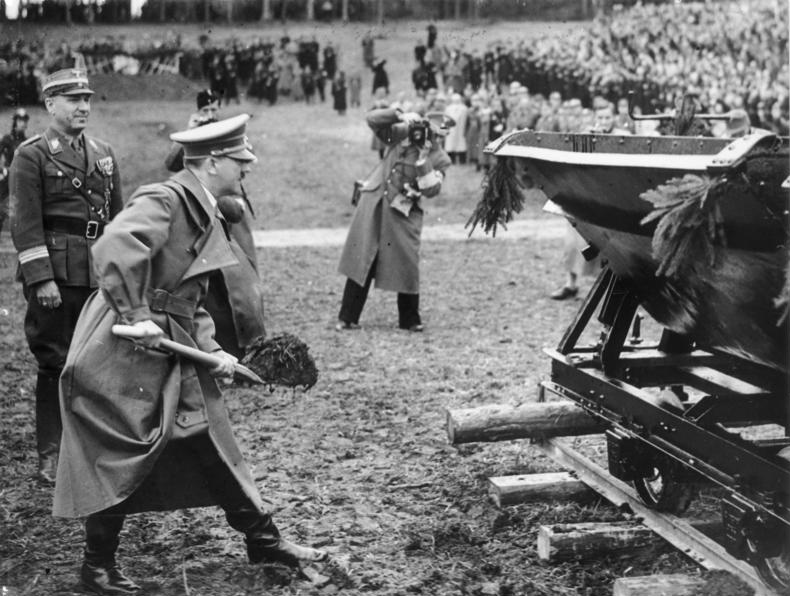
7 aprilie 1938: Hitler scoate prima lopată de pământ la Walserberg, în stânga Fritz Todt

Construcția primelor două secțiuni de lângă Salzburg a început cu doar câteva săptămâni după Anschlussul din 1938, întrucât autoritățile naziste planificaseră demult continuarea spre est a Reichsautobahnului de la München la Salzburg (astăzi, Bundesautobahn 8) către Linz și Viena în ceea ce se dorea a fi provincia germană Ostmark. Un segment de 8 km era deschis traficului la oprirea lucrărilor în 1941 din cauza celui de al Doilea Război Mondial. 
Între 1947 și 1965 acest „Mic AVUS⁠(en)[traduceți]” a fost locul unei curse anuale de motociclism, devenită ulterior Marele Premiu al Austriei, cursă ce l-a avut printre primii câștigători pe motociclistul Helmut Krackowizer. Construcția autostrăzii A1 a continuat după încheierea ocupației Austriei de către Aliați în 1954, ultimele secțiuni fiind terminate în anii 1970, cu traversarea Strengbergului la limita dintre Austria Inferioară și cea Superioară și cu segmentele dintre Lambach și Vöcklabruck din Austria Superioară.
Traficul a crescut mult după căderea Cortinei de Fier în 1989 și după extinderea Uniunii Europene în 2004. Astăzi, ea reprezintă o importantă rută de legătură între estul și vestul Europei, porțiunile din A1 dintre intersecțiile de la Steinhäusl și Sattledt fiind lărgite treptat la trei benzi pe sens.